# Sociedade dos caminhos de ferro do Gotardo

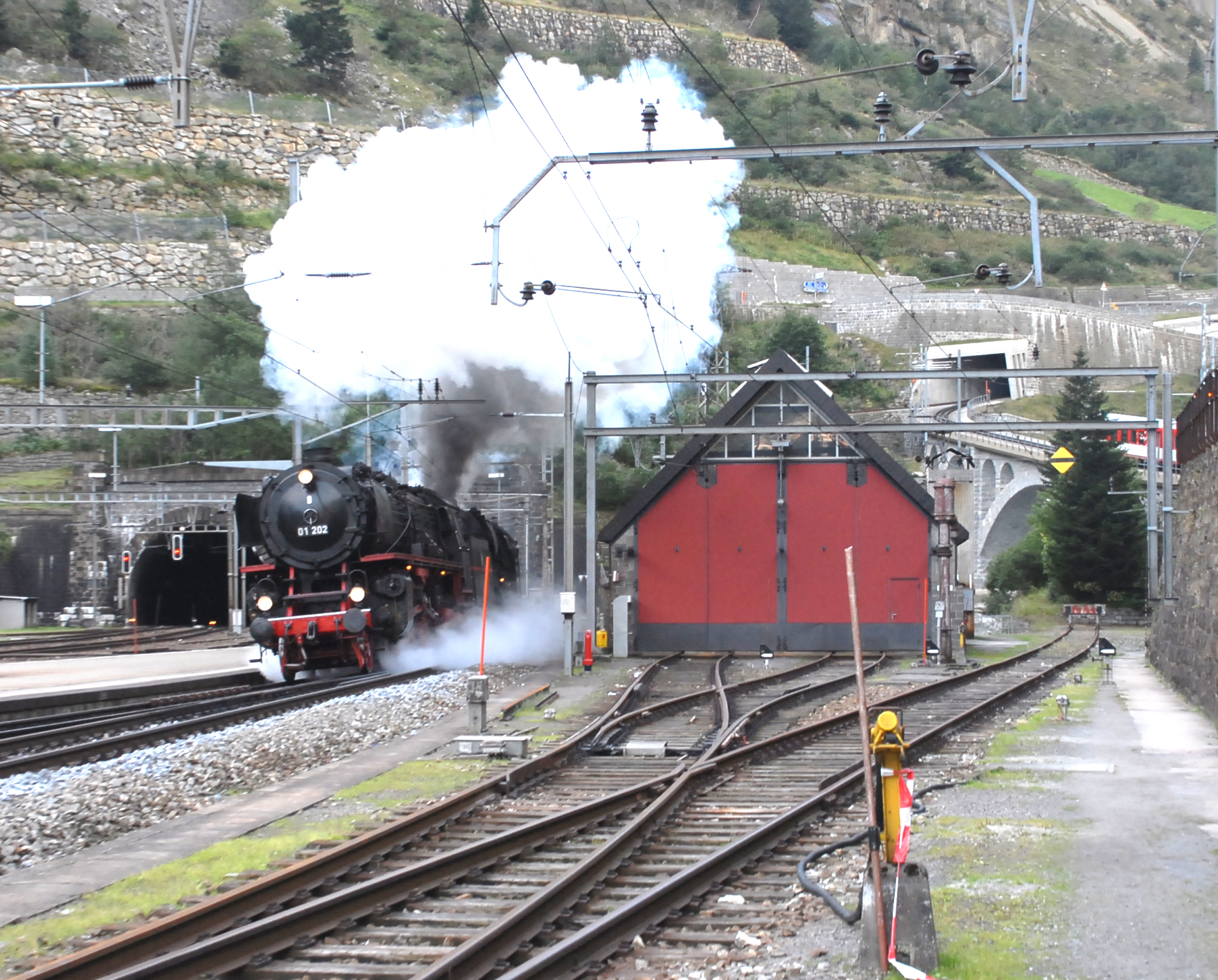
Actualmente com as duas galerias

A Sociedade dos caminhos de ferro do Gotardo (em francês:  Société des chemins de fer do Gothard) foi fundada em 1871 em Lucerna e até 1882 explorou a travessia Norte-Sul dos Alpes com um túnel de 15 km, utilizando o Túnel ferroviário de São Gotardo que justamente tinha construído.

## Antecedentes
A primeira ideia da linha começou a germinar no final do século XIX. Dirigido por  
Alfred Escher a União do Gotardo nasceu em 1863 constituída por quinze cantões suíços e duas sociedades e depois de múltiplas discussões relacionadas com o traçado da linha, ganhou o traçado de Zurique e dos Caminhos de ferro do Nordeste. 
Inteligentemente, a política financeira de d'Escher, fez com que a Suíça, a Alemanha e a Itália concluíssem um tratado para a exploração da linha, segurando assim a sua exploração. 

## A companhia
Em 1871 a União do Gotardo funda Sociedade dos caminhos de ferro do Gotardo com sede em Lucerna. Foi ao engenheiro genebrino Louis Favre que incumbiu a realização do túnel ferroviário de São Gotardo.

## Problemas
Ambicioso projecto para a época este túnel abre acesso á linha do Gotardo e teve enorme influência sobre a geografia económica da região. A lei dos caminhos de ferro de 1872 torna possível as novas linhas de caminho de ferro em direcção do Gotardo, e já em 1897 o consortium do Gotardo tem uma rede de 273 km. Em 1874 terminam as linhas do cantão do Ticino, mas com o aumento do preço na perfuração do túnel, as exigências dos trabalhadores - devido ás condições de trabalho de 8h por dia com temperaturas de 30 ºC. - a as repressões que se seguiram que causaram a morte quatro manifestantes, conduzem a uma enorme crise em 1875 a que também não foi estranha a depressão dos anos 1870.
As novas técnicas da época de dinamitagem e uma revisão dos planos de acesso apertam as curvas e reduzem-se a uma via única e não duas como inicialmente previsto, não podem atrasar o empreendimento, e mesmo os engenheiros-chefe Robert Gerwig e Wilhelm Hellwag demissionam, contrariamente a Fevre que havia assinado um contracto prevendo penalidades devidas a atrasos dos trabalhos.

## Abertura
É entre Janeiro e Dezembro de 1882 que é finalmente aberta esta linha férrea que será a primeira transversal alpina suíça paralelamente com o caminho de ferro privado mais moderno da Suíça do ponto de vista técnico com travagem automática, carruagens com quatro eixos, compartimento salão e grandes locomotivas a vapor.
Em 1990 a Sociedade dos caminhos de ferro do Gotardo foi anexa pelos Caminhos de Ferro Federais (CFF) que iniciou a construção de uma segunda via que se terminaria em 1965.

## Imagens
No exterior do túnel da linha do Gotardo

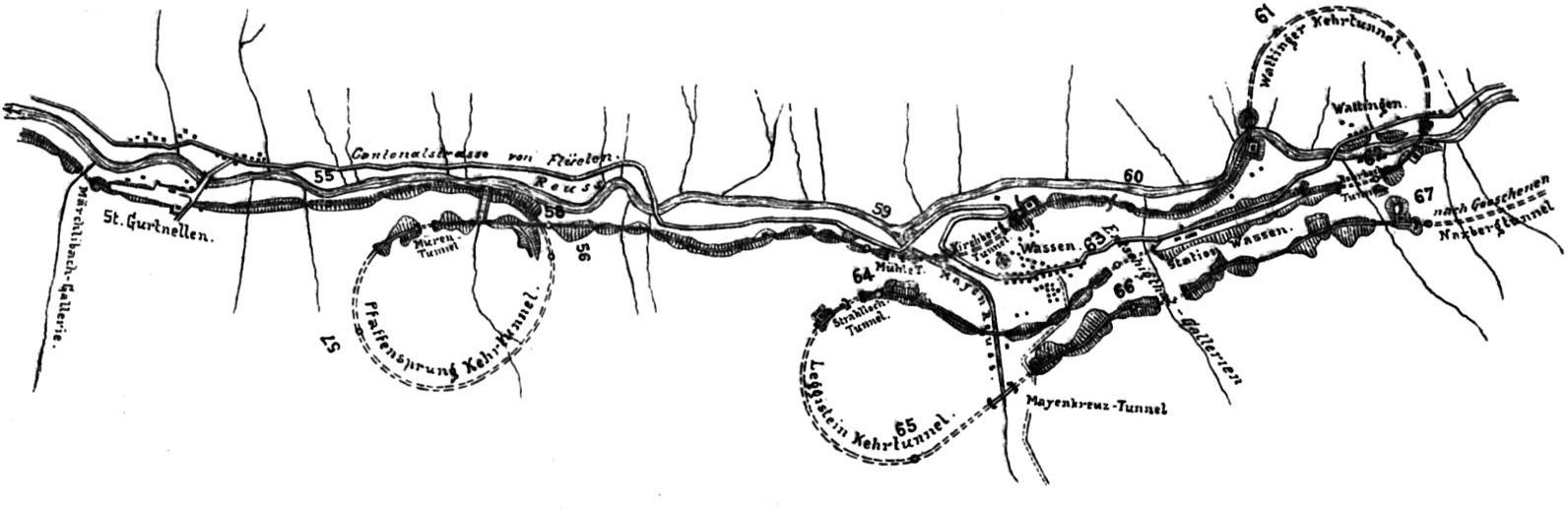
Espiral dupla em Wassen
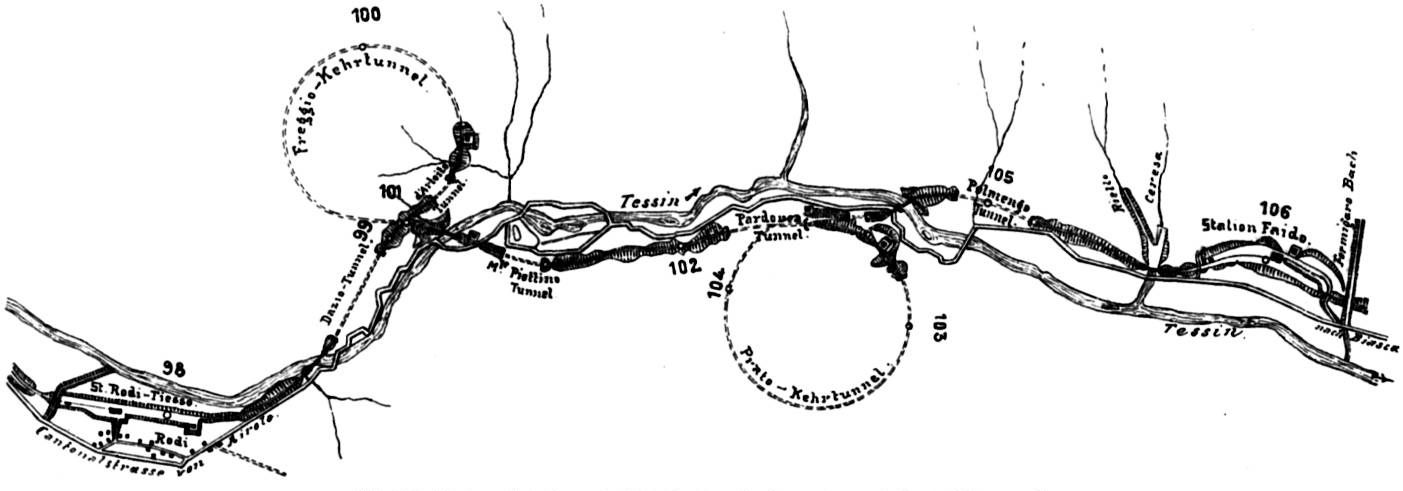
Espiral dupla entre Rodi e Faido
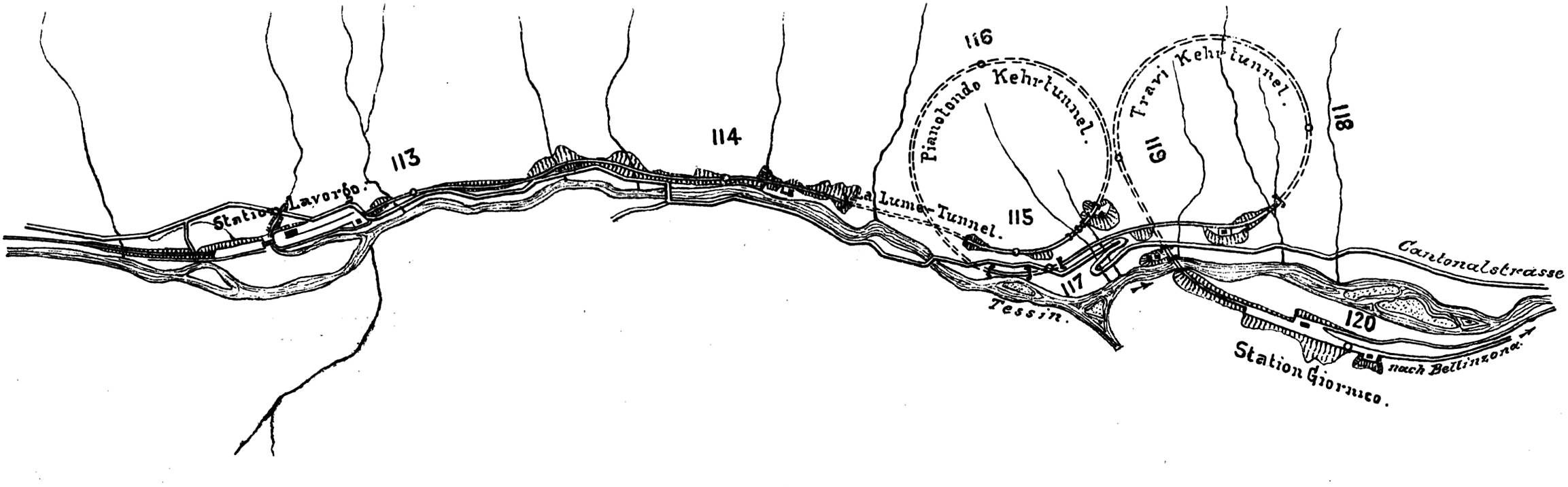
Espiral dupla entre  Lavorgo e Gironico
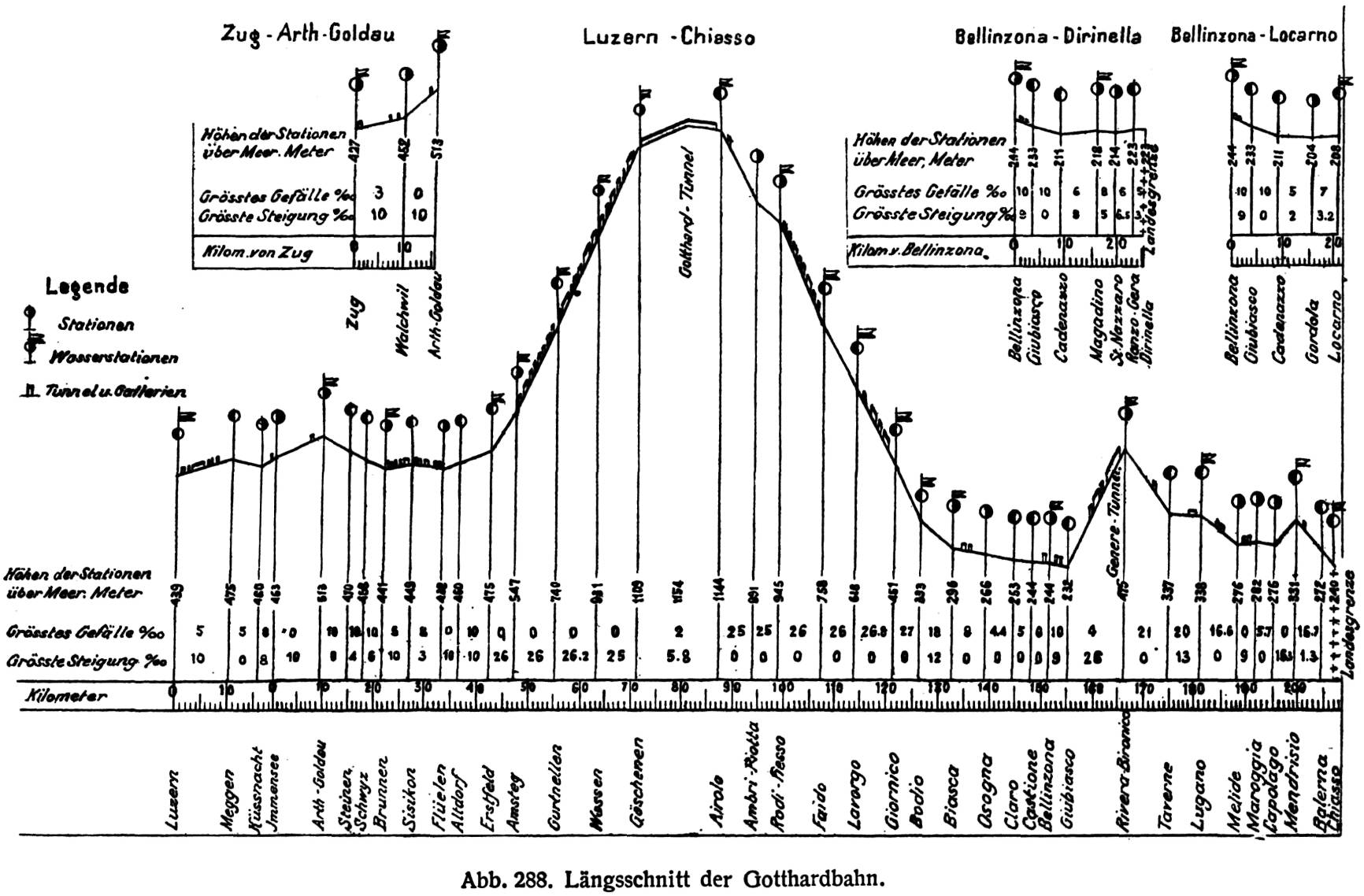
Perfil entre Lucerna e Chiasso